# David Virgili Fernández
David Virgili Fernández (Tarrasa, Barcelona, España, 30 de septiembre de 1998) conocido deportivamente como David Virgili, es un futbolista español que juega como extremo derecho. Actualmente forma parte del UE Santa Coloma de la Primera División de Andorra.

## Trayectoria deportiva

### Inicios
Virgili desarrolló la totalidad de su etapa formativa en distintas canteras del fútbol catalán, pasando por clubes como CE Mercantil, el CE Manresa, UFB Jàbac o CP San Cristóbal.
En su último año en etapa juvenil recaló en las filas del Terrassa FC convirtiéndose en el máximo goleador de su combinado U19, en verano de 2017 realizó la pretemporada con el primer equipo.
Ese mismo año debuta con el equipo principal en partido oficial correspondiente a la 8.ª jornada de liga en el grupo V de Tercera División de España midiéndose a domicilio ante Santfeliuenc FC, para en noviembre de 2017 firmar contrato con el primer equipo egarense por dos cursos.
Durante ese periodo de tiempo fue cedido a clubes filiales del mismo como EF Bonaire y en última instancia al FC Sant Quirze del Vallès donde permaneció por dos campañas, siendo el máximo artillero en ambas, tras ampliar contrato por un año más con el Terrassa FC realizando la pretemporada de nuevo con el primer equipo egarense de cara a la 19/20 y disputando con ellos el Torneo de Históricos del Fútbol Catalán siendo además autor de uno de los tantos de la final que supuso alzarse con el trofeo de campeón tras vencer al Club de Fútbol Badalona de la Segunda División B de España.

### UE Sant Juliá
Tras acabar contrato con el Terrassa FC, en la temporada 20/21 el extremo catalán firma por el UE Sant Julià de Primera División de Andorra. Siendo el segundo mayor anotador y máximo asistente del conjunto lauredianos fue incluido en el once ideal de la temporada en la máxima categoría del fútbol de Andorra por la prensa deportiva del país. Finalizó la competición regular como tercer clasificado participando por ende en el play off por el título de liga donde acabando como subcampeones consiguió el pase a la primera ronda previa de la UEFA Europa Conference League y proclamándose además como campeón de la Copa Constitució.

### FC Santa Coloma
El 14 de junio de 2021 el FC Santa Coloma hizo oficial su fichaje.

## Carrera deportiva

### Clubes
| Club                               | País    | Año               |
| ---------------------------------- | ------- | ----------------- |
| Terrassa Futbol Club               | España  | 2017 – 2020       |
| EF Bonaire (cedido)                | España  | 2017 - 2018       |
| FC Sant Quirze del Vallès (cedido) | España  | 2018 - 2020       |
| UE Sant Julià                      | Andorra | 2020 – 2021       |
| FC Santa Coloma                    | Andorra | 2021 – Actualidad |
| UE Santa Coloma (cedido)           | Andorra | 2022              |

## Palmarés

### Títulos nacionales
| Título           | Club          | País    | Año  |
| ---------------- | ------------- | ------- | ---- |
| Copa Constitució | UE Sant Julià | Andorra | 2021 |